# Аквадром (аквапарк)
Аквапарк «Аквадром» — бывший недостроенный спортивно-оздоровительный комплекс в районе Очаково-Матвеевское на западе Москвы (Аминьевское шоссе), снесённый в 2014 году.

## Проект
Аквадром имел 11 этажей со стеклянной наклонной кровлей. Площадь застройки 1,7 га, площадь здания 43500 кв. м. Согласно проекту, комплекс должен был включать две части: офисную (функциональные службы, тренажерные залы, рестораны, вспомогательные помещения) и спортивно-развлекательную. Здание должно было включать 3 подземных и 11 наземных этажей, 5 бассейнов, водные горки, легкоатлетический манеж, дворец игровых видов спорта, гостиницу для иногородних спортсменов, офисы, кафе, центр лечебной физкультуры и медицины. В подземной части предусматривалась автостоянка на 107 машиномест.
Проектирование объекта осуществлялось архитекторами Д. Л. Лукаевым и А. В. Никифоровым из ГУП Моспроект-2. Инвестором строительства выступило ЗАО «Аквадром», которому принадлежало 60 % площадей комплекса; остальные 40 % принадлежали городу.

## История строительства

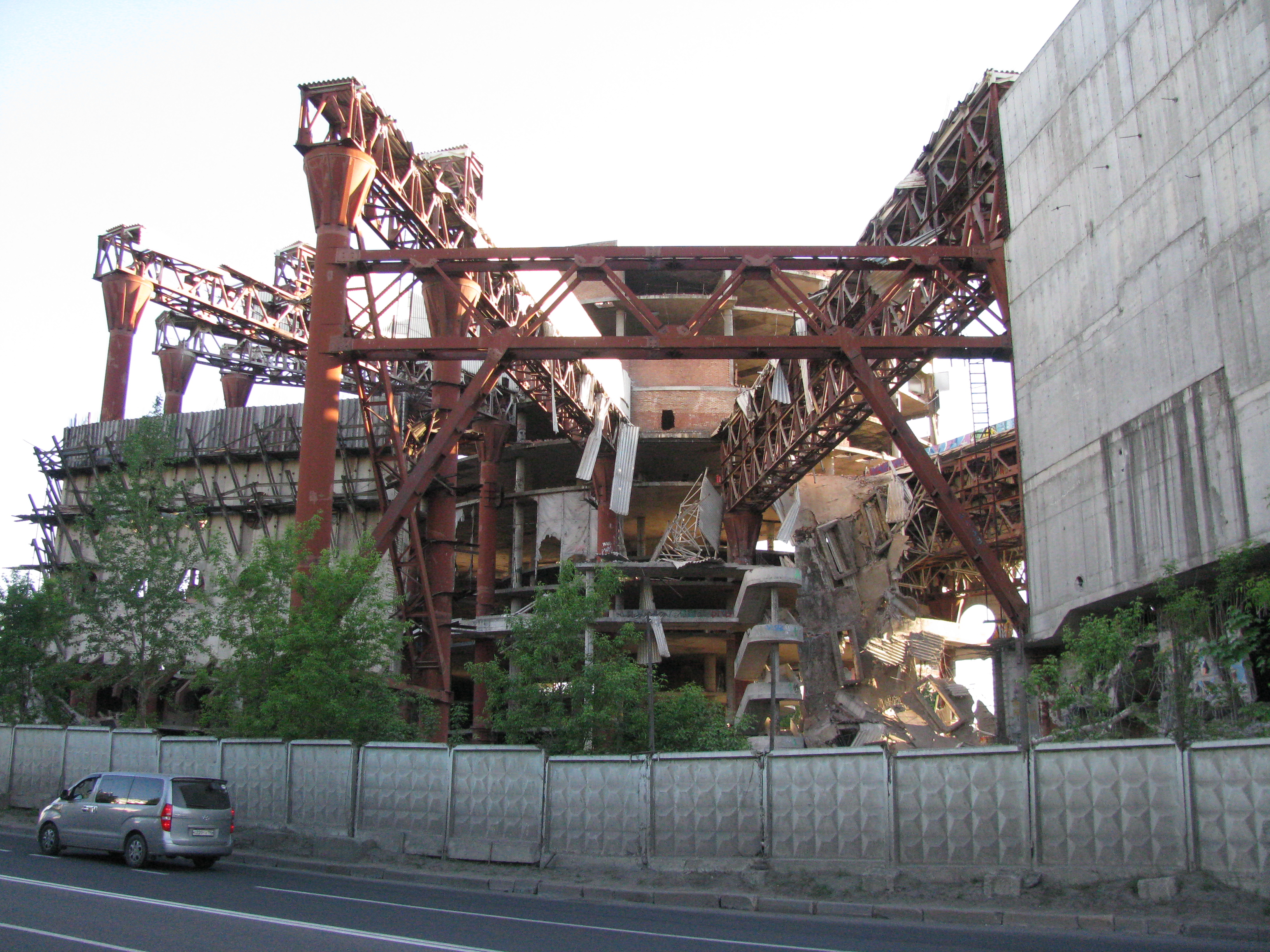
В процессе сноса

В 1997 году в ходе подготовки к проведению Всемирных юношеских игр был одобрен проект строительства аквапарка. Завершение проекта планировалось на конец 2000 года.
В 2001 году строительство было заморожено. В 2005 году власти расторгнули договор об аренде земли, выплатив ЗАО «Аквадром» 811,46 млн руб.
В 2007 году состоялся аукцион по продаже «Аквадрома». Начальная цена лота составляла 945 млн. 500 тыс. рублей, шаг аукциона 30 млн рублей. В торгах участвовали две компании, зарегистрировавшиеся для участия в аукционе: «Инвест» и «ФинЛенд». Победителем аукциона стала ООО «ФинЛенд», которая заявила о намерении построить на месте аквапарка торгово-развлекательный комплекс.
В июне 2012 года здание с участком выставлено на продажу компанией «ИнвестЭстейт» за 45 млн долларов.
В июле 2012 года было принято решение о сносе недостроенного здания — на его месте предполагалось строительство административно-делового центра с физкультурно-оздоровительным комплексом.
В апреле 2014 года начался снос долгостроя, а к сентябрю наземная часть аквапарка была снесена. На освободившемся участке планировалось строительство торгово-развлекательного центра.
В настоящее время на месте данного объекта стоит МФК KVARTAL WEST, который открылся 24 июня 2020 года.

## Состояние объекта до сноса
После замораживания строительства почти все строительные материалы к 2002 году из здания были вынесены, ближе к 2007 году основная часть здания с башней просела в грунте, из-за этого грунтовые воды начали подтапливать нижний подвальный уровень. К 2009 году здание значительно обросло граффити, а к 2011 году оно уже не подлежало достройке из-за обилия мусора и частичных разрушений на верхних этажах.

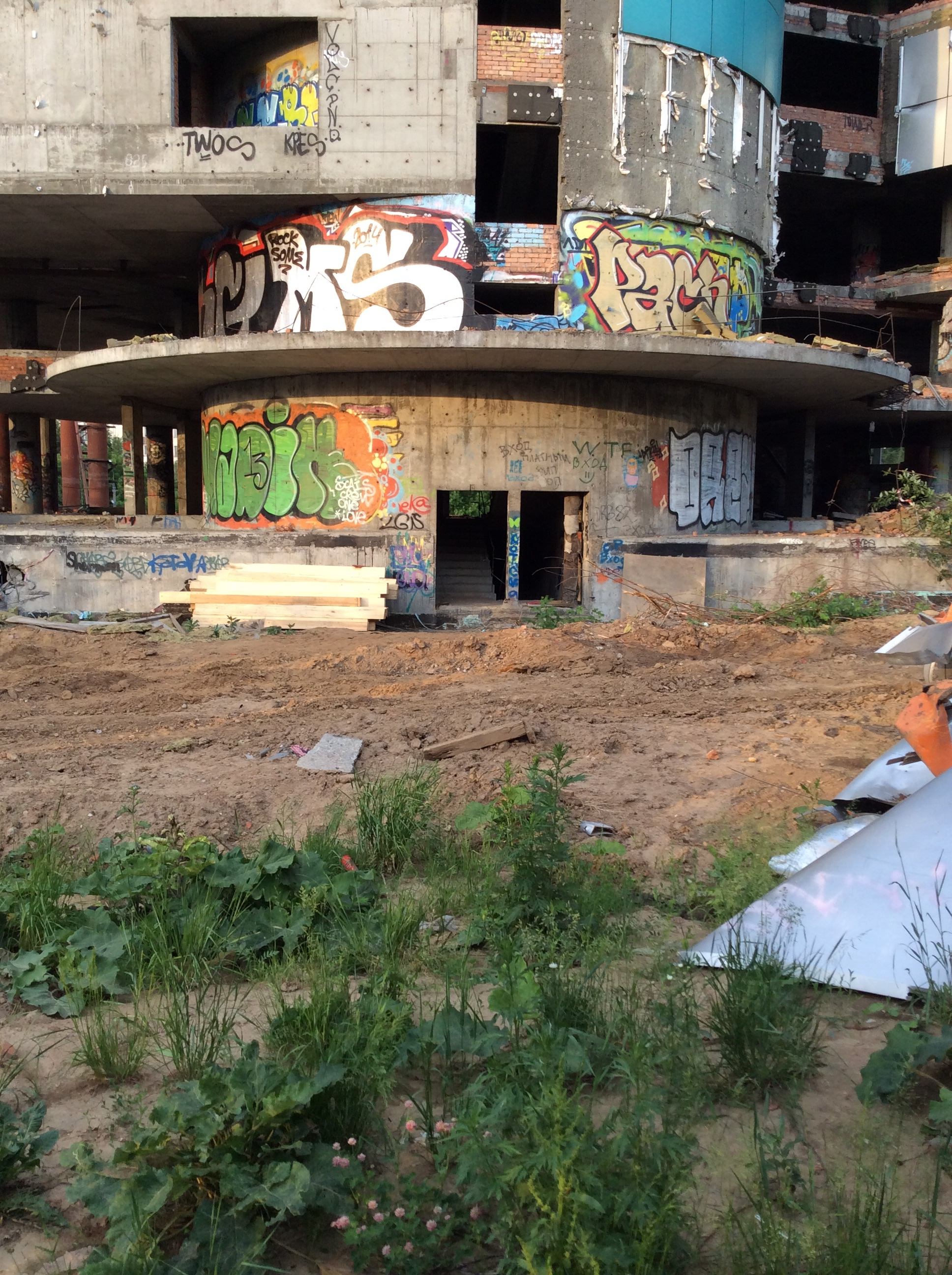
Вход в Аквадром
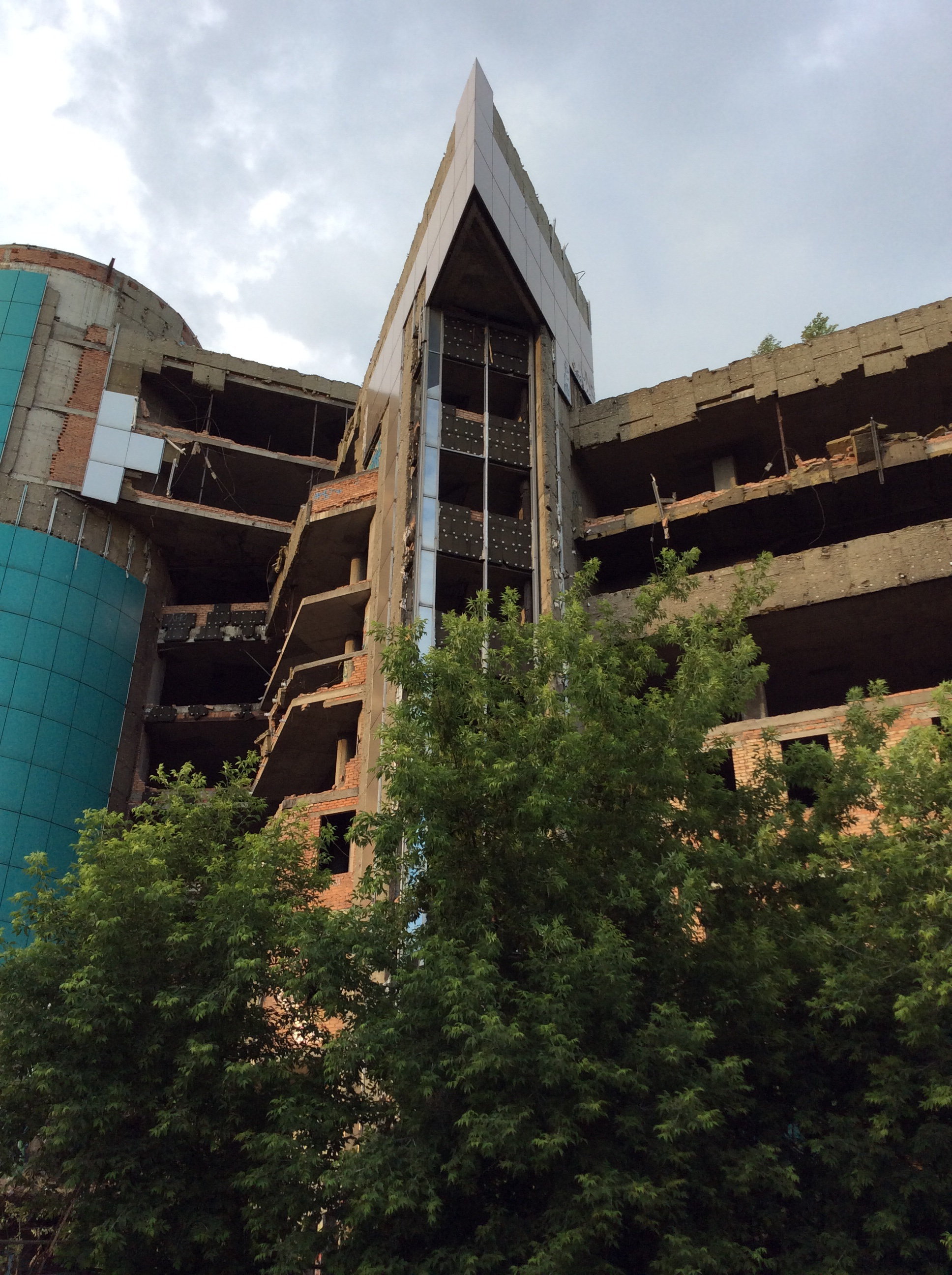
Аквадром со стороны Матвеевской улицы
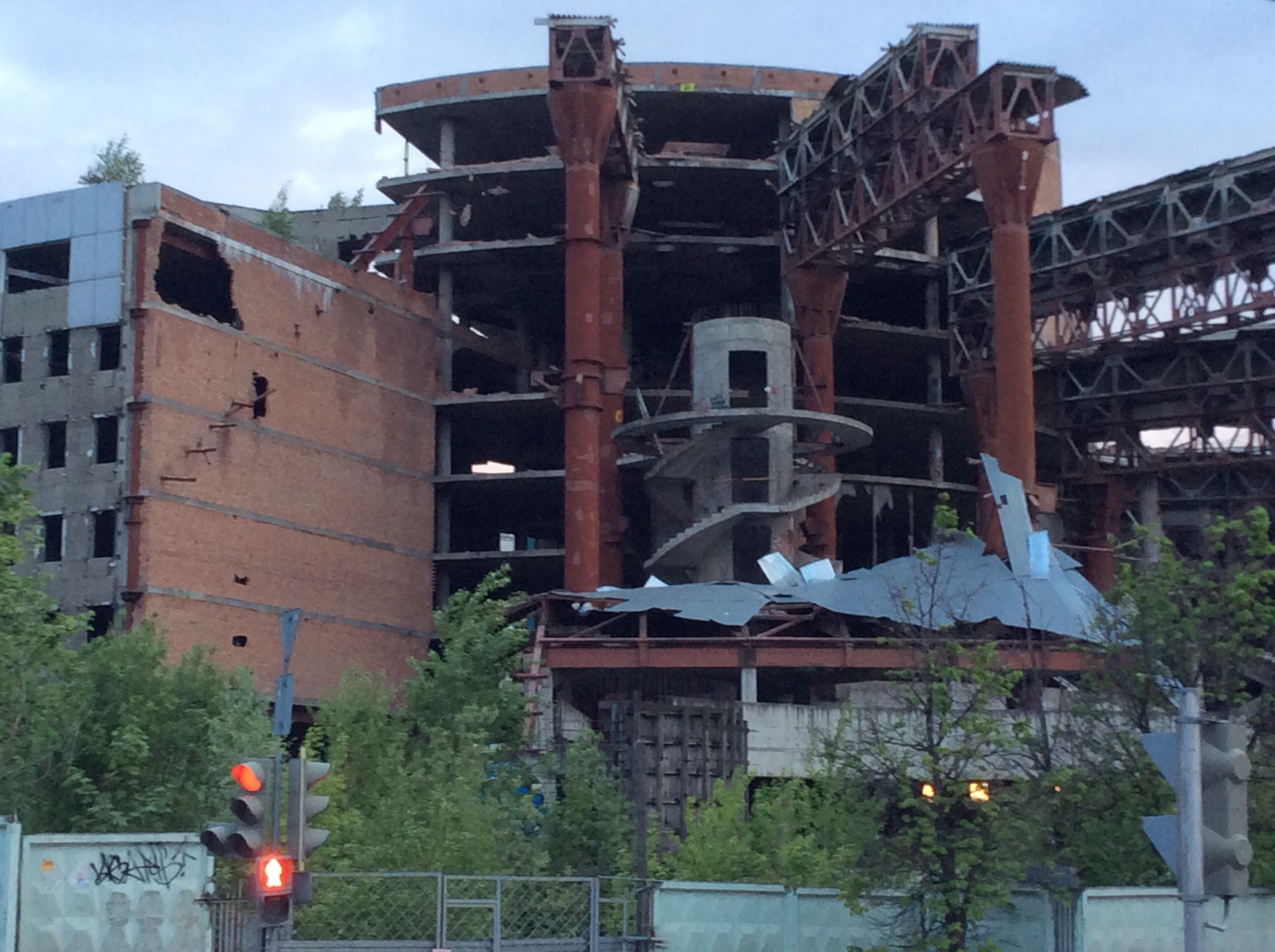
Аквадром со стороны Аминьевского шоссе

## Аквадром в искусстве
На объекте проходили съёмки:
- последней серии сериала «Бригада»

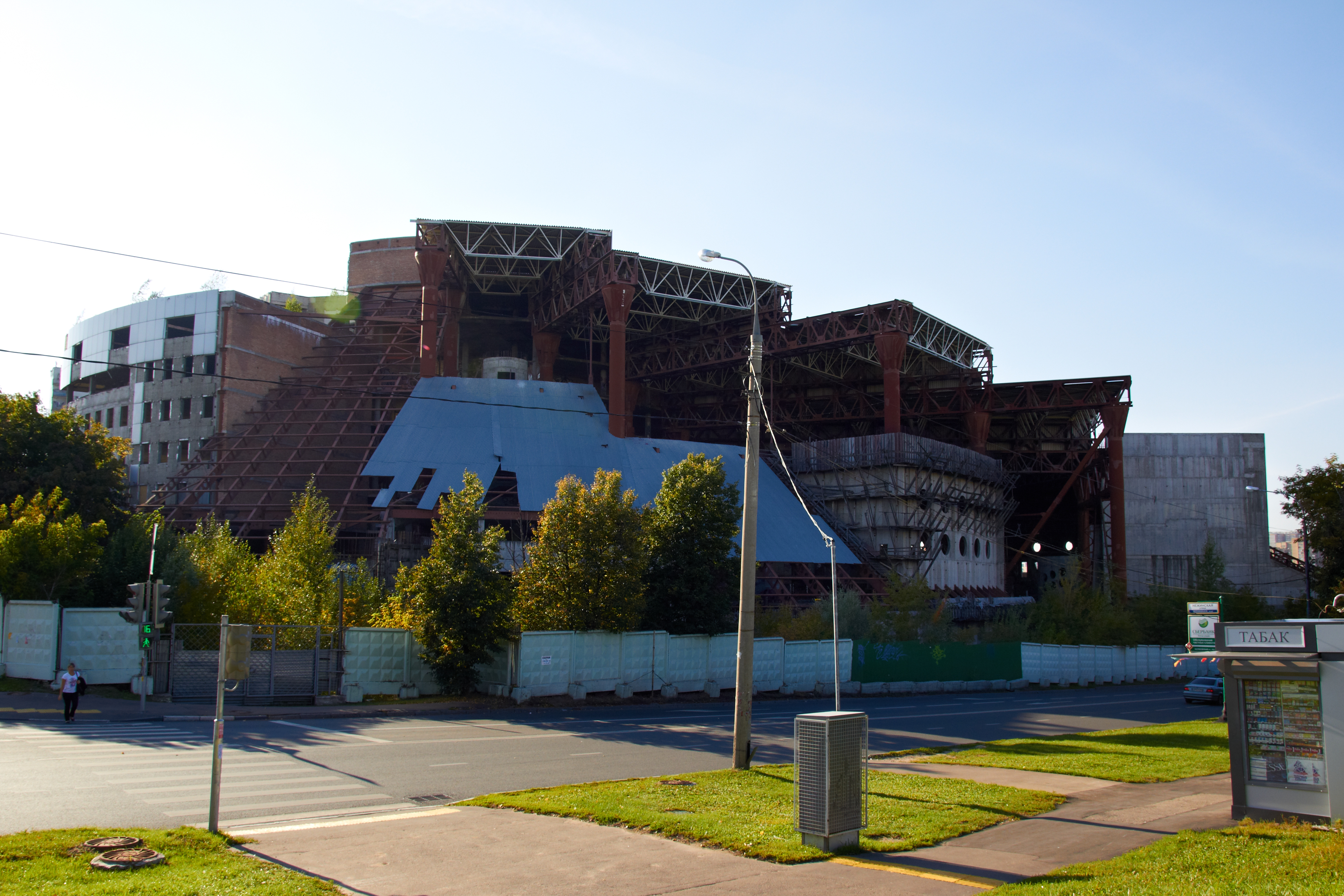

- одной из сцен фильма «На игре» и «На игре 2»
- нескольких сцен из фильма «Детям до 16…»
- серии «Подонки» сериала «Прокурорская проверка»
- клипа группы «Песочные люди» на трек «Весь этот Мир»
- фильма «Шапито-шоу»